# Gottfried von Schwarzburg
Gottfried von Schwarzburg (* im 15. Jahrhundert; † im 16. Jahrhundert) war Domherr in Münster.

## Leben
Die genealogische Abstammung des Gottfried von Schwarzburg ist nicht eindeutig belegt, wahrscheinlich ein nachgeborener Sohn der Grafen von Schwarzburg zu Blankenburg. Am 3. März 1548 beauftragte Gottfried in Dortmund mehrere Bevollmächtigte zur Besitzergreifung der münsterschen Dompräbende, die durch den Tod des Domherrn Rotger Schmising frei geworden war. Am 2. Oktober 1553 kam er in den Besitz der Präbende. Im Jahr darauf wurde er emanzipiert. 1565 verzichtete er auf seine Pfründe. Die Quellenlage gibt keinen Aufschluss über seinen weiteren Lebensweg.